# Ewald Dülberg
Ewald Dülberg (Emil Franz Constantin Dülberg, født 12. december 1888 i Schwerin; død 12. juli 1933 i Freiburg im Breisgau) var en tysk maler, scenograf, instruktør, tekstilkunstner og træskærer.
Dülberg opholdt sig 1908-12 i München, hvor han påbegyndte sine studier med en periode på akademiet, derefter arbejdede han som autodidakt.
1912-15 var han Otto Klemperers kunstneriske rådgiver for scenografien på Hamburger Stadttheater(de) og en periode tegnelærer på Kunstgewerbeschule Hamburg(de). Senere var han medlem af det rådgivende udvalg for kunstneriske anliggender ved Volksbühne Berlin.
Fra 1921 var Dülberg professor i grafik og vævning ved akademiet i Kassel(de), og 1926-28 leder af teaterklassen ved Bauhochschule Weimar(de).
1927-30 var han kunstnerisk rådgiver ved 'Krolloper Berlin'.
Dülberg blev 1930/31 afskediget fra statstjeneste ('1930/31 Entlassung aus dem Staatsdienst').
| - Træsnit - Aftensmåltid ("Abendmahl" ), 1918 - Træsnit ("Bildnis"), 1919 - Træsnit ("Gesicht", ansigt), 1919 |

| - Udkast til scenebilleder for 'Krolloper' i Berlin − efter år - Fidelio 2. scenebillede, 1927 − Krolloper - Fidelio 4. scenebillede, 1927 - Cardillac 2. akt, 1928 − til Paul Hindemiths Cardillac - Der Freischütz (Jægerbruden) 1. akt, 1928 - Der Freischütz 2. akt, 1928 - Der Freischütz 3. akt, 1928 - Der Freischütz, Wolfsschlucht (ulvekløft), 1928 - Don Giovanni 1. scenebillede, 1928 til Mozarts Don Giovanni |

| - Igor Stravinskij "Mavra"(de), 1928 - Igor Stravinskij "Oedipus Rex", 1928 - Igor Stravinskij "Oedipus Rex", Grundriss 1:50, 1928 (plantegning) - Igor Stravinskij Petrusjka 1. scenebillede, 1928 - Igor Stravinskij Petrusjka, 1928 - Rigoletto 2. akt, 1930 - Tristan og Isolde 2. akt, 1. scenebillede, 1931 - Tristan 3. akt, 1931 - Tristan og Isolde, 1931 |